# Vargas (estado)
La Guaira, anteriormente chamado de Vargas, é um dos estados da Venezuela.

## Município
O estado de Vargas possui apenas um grande município, Vargas, capital La Guaira.
O município de Vargas está dividido em 11 paróquias:

## Paróquias
1. Caraballeda
2. Carayaca
3. Carlos Soublette
4. Caruao
5. Catia La Mar
6. El Junco
7. La Guaira
8. Macuto
9. Maiquetía
10. Naiguatá
11. Raul Leoni

## Personagens históricos
- Emilio Boggio. pintor impressionista
- Cesar Baena, "guacharaca". jogador de futebol
- Angel Escobar. beisebol
- José María Espanha. Político, advogado e herói da independência.
- Manuel Gual. Herói da independência política e militar.
- Pedro Elias Gutierrez. O compositor e criador de "Soul".
- Oscar Henriquez. "Manacho". beisebol
- Carlos "Café" Martinez. beisebol
- Andrew Narvarte. Advogado e político.
- Luis Rivas. beisebol
- Carlos Soublette. Herói da independência militar e presidente da Venezuela.
- José María Vargas. Médico, líder da independência e presidente da Venezuela.
- Guia Germain. Historiador militar, professor da Universidad Simon Bolívar
- Armando Reveron. Pintor Artista Destaque e criador do Período de plástico azul, branco e sépia.
- Gottfried Knoche. Cientista alemão de renome, que criaram uma fórmula para embalsamar os corpos.